# Корпус морнаричке пешадије САД
Корпус морнаричке пешадије Сједињених Америчких Држава (енгл. United States Marine Corps) је вид Оружаних снага САД, који се примарно састоји од морнаричке пешадије. Административно потпада под Секретаријат ратне морнарице, али се ради о засебном виду оружаних снага, уско везана уз Ратну морнарицу у погледу вежби, транспорта и логистике.